# Haim Alexander
Haim Alexander, né le 9 août 1915 à Berlin, et mort le 18 mars 2012 à Jérusalem, est un compositeur israélien d'origine allemande.

## Œuvres
Parmi ses compositions, on trouve des œuvres de musique de chambre, pour orchestre, des lieder et de la musique pour piano.